# Vivitar

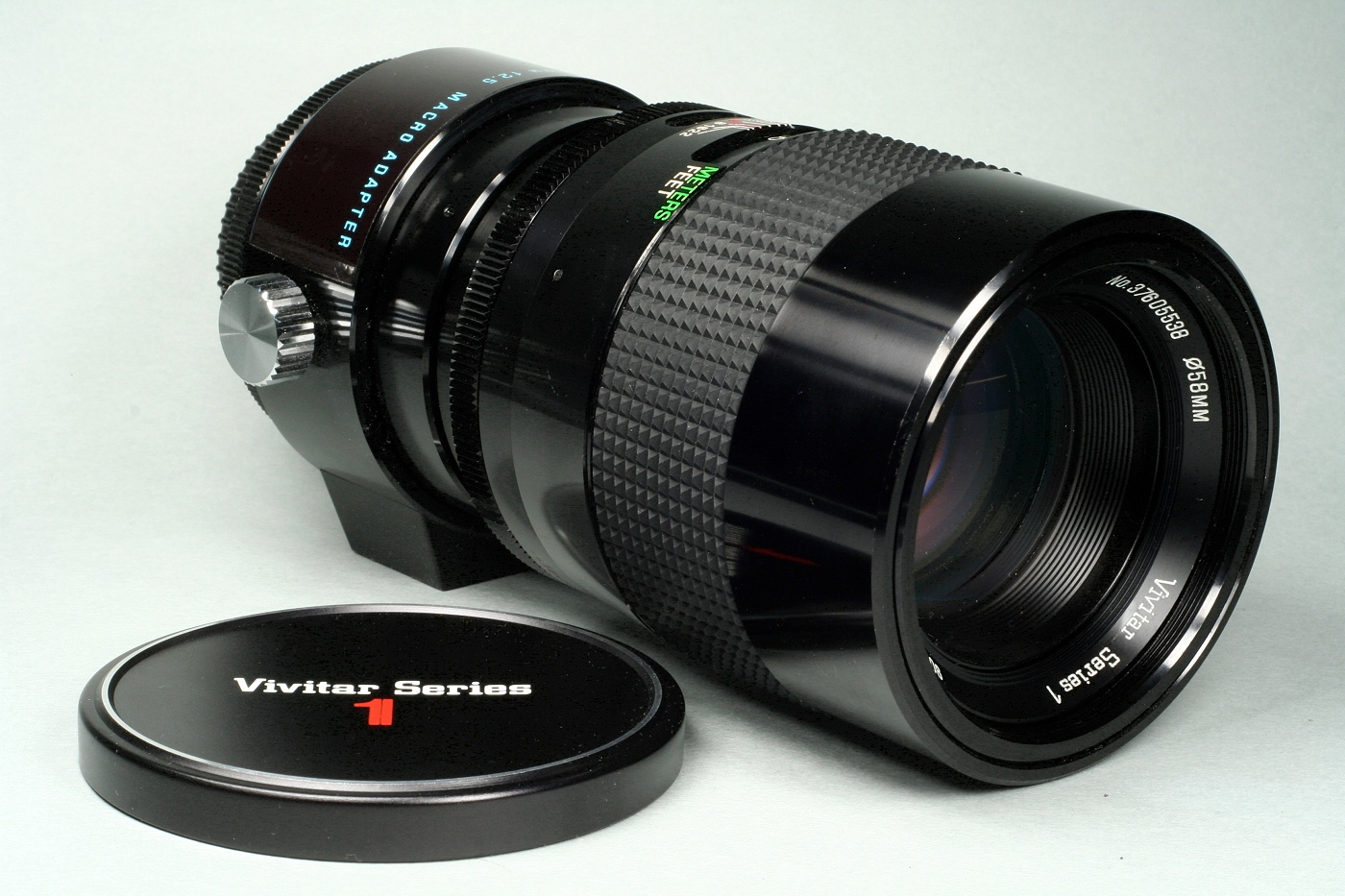
Vivitar 90mm makro.

Vivitar Corporation var en amerikansk tillverkare, distributör och marknadsförare av fotografisk och optisk utrustning. 
Vivitar grundades 1938 av Max Ponder och John Best.